# Abd-al-Malik (nom)
|  | Per a altres significats, vegeu «Abd-al-Màlik». |

Abd-al-Malik és un nom masculí teòfor àrab islàmic (àrab: عبد المليك, ʿAbd al-Malīk) que literalment significa ‘Servidor de Qui posseeix’, essent «Qui posseeix» un atribut de Déu. Si bé Abd-al-Malik és la transcripció normativa en català del nom en àrab clàssic, també se'l pot trobar transcrit Abdul Malik, ‘Abdul Mlieek... normalment per influència de la pronunciació dialectal o seguint altres criteris de transliteració. Com a teòfor, també el duen musulmans no arabòfons que l'han adaptat a les característiques fòniques i gràfiques de la seva llengua.
Vegeu aquí personatges i llocs que duen aquest nom.
Cal no confondre aquest nom amb Abd-al-Màlik, un altre nom de pila àrab masculí.